# Saně na Zimních olympijských hrách 1968
Jízda na saních na Zimních olympijských hrách 1968 v Grenoblu.

## Medailové pořadí zemí
| Pořadí | Země                                 | Zlato | Stříbro | Bronz | Celkově |
| ------ | ------------------------------------ | ----- | ------- | ----- | ------- |
| 1.     | Německá demokratická republika (GDR) | 1     | 1       | 1     | 3       |
| 2.     | Západní Německo (FRG)                | 0     | 1       | 2     | 3       |
| 3.     | Rakousko (AUT)                       | 1     | 1       | 0     | 2       |
| 4.     | Itálie (ITA)                         | 1     | 0       | 0     | 0       |
|        | Celkem                               | 3     | 3       | 3     | 9       |

## Medailisté

### Muži
| Disciplína  | Zlato                                                                | Výkon   | Stříbro                                              | Výkon   | Bronz                                                     | Výkon   |
| ----------- | -------------------------------------------------------------------- | ------- | ---------------------------------------------------- | ------- | --------------------------------------------------------- | ------- |
| jednotlivci | Manfred Schmid · Rakousko (AUT)                                      | 2:52,48 | Thomas Köhler · Německá demokratická republika (GDR) | 2:52,66 | Klaus Bonsack · Německá demokratická republika (GDR)      | 2:53,33 |
| dvojice     | Klaus Bonsack a Thomas Köhler · Německá demokratická republika (GDR) | 1:35,85 | Manfred Schmid a Ewald Walch · Rakousko (AUT)        | 1:36,34 | Wolfgang Winkler a Fritz Nachmann · Západní Německo (FRG) | 1:37,29 |

### Ženy
| Disciplína    | Zlato                           | Výkon   | Stříbro                                    | Výkon   | Bronz                                        | Výkon   |
| ------------- | ------------------------------- | ------- | ------------------------------------------ | ------- | -------------------------------------------- | ------- |
| jednotlivkyně | Erika Lechnerová · Itálie (ITA) | 2:28,66 | Christa Schmucková · Západní Německo (FRG) | 2:29,37 | Angelika Dünhauptová · Západní Německo (FRG) | 2:29,56 |